# Мамуладзе Давид Михайлович
Давид Михайлович Мамуладзе (19 грудня 1910, село Тхілвана (Чілвані) Батумської області, тепер Хулойський муніципалітет, Аджарія, Грузія — 1981, тепер Грузія) — грузинський радянський державний діяч, 1-й секретар Аджарського обласного комітету КП Грузії. Член ЦК Комуністичної партії Грузії. Депутат Верховної Ради СРСР 4—5-го скликань. 

## Життєпис
Народився в бідній селянській родині.
У 1930—1933 роках — заступник голови Хулойської районної колгоспспілки, заступник завідувача Хулойського районного земельного відділу Аджарської АРСР.
У 1935 році закінчив Закавказьку вищу комуністичну сільськогосподарську школу.
У 1935—1938 роках — завідувач Хулойського відділення Державного банку СРСР в Аджарській АРСР; завідувач Кобулетського відділення Державного банку СРСР в Аджарській АРСР.
У 1938—1941 роках — завідувач Хулойського районного земельного відділу Аджарської АРСР.
Член ВКП(б) з 1939 року.
У 1941—1944 роках — голова виконавчого комітету Хулойської районної ради депутатів трудящих Аджарської АРСР.
У 1944—1948 роках — народний комісар землеробства Аджарської АРСР, міністр сільського господарства Аджарської АРСР.
У 1948—1951 роках — слухач Вищої партійної школи при ЦК ВКП(б) у Москві.
У 1951—1953 роках — 1-й заступник голови Ради міністрів Аджарської АРСР.
У 1953 — січні 1954 року — голова Ради міністрів Аджарської АРСР.
У січні 1954 — березні 1961 року — 1-й секретар Аджарського обласного комітету КП Грузії.
У березні 1961 — 23 березня 1962 року — міністр заготівель Грузинської РСР.
У 1962—1964 роках — завідувач відділу торгових, фінансових і планових органів ЦК КП Грузії.
У 1964—1965 роках — завідувач відділу ЦК КП Грузії із промисловості, що переробляє сільськогосподарську сировину. У 1964 році — член Бюро ЦК КП Грузії із сільського господарства.
З 1965 року — завідувач відділу торгівлі, планових і фінансових органів ЦК КП Грузії.
Подальша доля невідома.

## Нагороди
- орден Трудового Червоного Прапора
- орден «Знак Пошани»
- медаль «За трудову доблесть»
- медалі